# Tudor Pană
Tudor Pană (n. 1 ianuarie 1930, Glodeanu-Siliștea, Buzău, România – d. 11 noiembrie 2005, București, România) a fost un dirijor și violonist virtuoz român. 

## Biografie
Tudor Pană a fost născut la 1 ianuarie 1930, în comuna Glodeanu-Siliștea jud. Buzău, în familia violonistului Vasile Pană. În 1935 se mută cu întreaga familie în București. În perioada 1937-1945 studiază în paralel vioara, acordeonul și pianul, însa din 1946 cântă numai la vioară, fiind foarte atras de aceasta.

Tudor Pană alături de fiul său, Petrică Pană

### Cariera artistică
În 1949, la vârsta de 19 ani, a fost angajat prin concurs la Ansamblul „Barbu Lăutaru” al Institutului de Etnografie și Folclor, iar în 1951, la vârsta de 21 de ani devine membru al Ansamblului „Ciocârlia” al Ministerului de Interne. Marele noroc a fost că talentul său a fost descoperit și evaluat just de mari dirijori ai vremii ca: Nicu Stănescu, Victor Predescu sau Ionel Budișteanu.
Din 1953 devine membru al Ansamblului Tineretului cu care cucerește medalii de aur la Festivalul de Folclor București, Welt Folklorefestival din Viena și la Festivalul Internațional din Helsinki, în calitate de violonist, solist și dirijor.

### Turnee
Cu Ansamblul „Ciocârlia”, din 1951 până în 1974 a efectuat zeci de turnee în țară și în străinătate: America, Mexic, Canada, Cuba, Anglia, Austria, Germaina, Franța, Italia, Olanda, Danemarca, Finlanda, Norvegia, Rusia, Albania, Grecia, Turcia, Cipru, Ungaria, Polonia, Cehia, Belgia, China, Coreea, Vietnam, Mongolia, Birmania, Israel, etc. 
A cântat în aceste turnee în companii selecte, alături de mari interpreți ca: Ion Cristoreanu, Maria Butaciu, Florea Cioacă, Gheorghe Cioacă, Nae Cioacă, Simion Stanciu, Ilie Udilă, Ion Șerban sau Ilie Alecu.

### Viața restaurantelor
În perioada 1975 - 1987 cântă cu pianistul și bunul său prieten Gică Rădulescu la Hotel „Bulevard” (ascultat, printre alții de personalități ca Leopold Stokovski sau Ivry Gitlis).
Între 1987 și 1989 cântă la restaurantul „Diplomat” în cadrul hotelului „Athenee Palace”, cu vioara sa, obținând ropote de aplauze din partea publicului. În perioada 1989 - 2000 cântă la restaurantul „Pescăruș”, alături de Petrică Pană, Mandy Pană (fiii săi) și, mai târziu, alături de Georgiana Pană, Theodor Pană, Petrișor Stanciu, Bebe Stanciu și Georgian Stanciu (nepoții săi).
A trăit o mare satisfacție atunci când un cetățean german l-a felicitat și i-a spus că privindu-l cum cânta în mijlocul familiei sale muzicale, are viziunea unui „Patriarh înconjurat de îngeri”. 
Tudor Pană nu iubea „play”-ul, el dorea să cânte „live”, în direct, ca să poată exprima în plentitudineaforței și a sensibilității cu care era înzestrat. Aceste calități i-au fost remarcate și de mari personalități ca: Leopold Stokovski, Ivry Gitlis, Ion Voicu, Iosif Conta, savantul român din America, George Palade.
Mari realizatori TVR l-au remarcat și l-au promovat în emisiuni de maximăă importanțăă și înaltă ținută, printre care: Traian Buhlea, Tudor Vornicu, Marioara Murărescu, Florentina Satmari, Virgil Comșa sau Eugen Gal.

Violonistul Tudor Pană

## Distincții
- Ordinul Muncii clasa a III-a (31 decembrie 1962) „pentru activitate îndelungată artistică și organizatorică, pentru succesele remarcabile obținute în țară și peste hotare în popularizarea muzicii și dansului folcloric romînesc, precum și pentru contribuția adusă la realizarea înaltei calități artistice a spectacolului prezentat de Ansamblul folcloric «Rapsodia Romînă» în turneul întreprins în Statele Unite ale Americii în anul 1962”[3][4]
- Ordinul „Meritul Cultural” clasa a III-a (19 decembrie 1967) „cu prilejul împlinirii a 20 de ani de la înființarea ansamblului de cîntece și dansuri «Ciocîrlia» al Ministerului Afacerilor Interne, [...] pentru merite deosebite și îndelungată activitate artistică”[5]

## Decesul
Se stinge din viață la 11 noiembrie 2005 îm București, lăsând în urmă cântecele și sunetul cald al viorii sale.

## Aprecieri
„Tudor Pană — o viață în slujba artei!
Un violonist cu o sensibilitate deosebită, un virtuoz, un poet, unul dintre cei mai talentați interpreți ai muzicii lăutărești.
Fără îndoială, un maestru al corzilor care te farmecă și te fascinează de fiecare dată când îi asculți muzica.”—Voicu Enăchescu — dirijor al corului „Preludiu”
„...Urmărind unul dintre concertele Ansamblului „Ciocârlia”, Leopold Stokowsky, marele dirijor american a spus:
«Este un mare noroc că, în circumstanțele actuale, cineva și-a asumat sarcina de a păstra și prezenta cele mai reprezentative comori ale folclorului românesc...»
...Tudor Pană este unul dintre acești păstrători.”—Eugen Gal — teleast, etnomuzicolog
„Adevărat reprezentant al înaltei dinastii muzicale, violonistul Tudor Pană și-a dedicat întreaga viață artei sunetelor. Ca și faimoșii săi înaintaști Nicolae Buică, Grigoraș Dinicu, George Boulanger, Nicu Stănescu, Ionel Budișteanu și alții, Tudor Pană a contribuit la păstrarea folclorului tradițional, moștenit și valorificat până în zilele noastre.
Tudor Pană a cunoscut succesul chiar din tinerețe la Ansamblul „Ciocârlia”.El a preluat creația artistică a precedesorilor săi și a dus-o pe noi culmi ale perfecțiunii prin interpretarea viorii sale, admirată atât acasă, cât și în străinătate”—Constantin Arvinte — compozitor